# Hippomenella semilaevis
Hippomenella semilaevis är en mossdjursart som först beskrevs av Reuss 1869.  Hippomenella semilaevis ingår i släktet Hippomenella och familjen Escharinidae. Inga underarter finns listade i Catalogue of Life.